# Corcy
Corcy település Franciaországban, Aisne megyében. Lakosainak száma 318 fő (2022. január 1.). Corcy Faverolles, Fleury, Longpont, Louâtre és Montgobert községekkel határos.

## Népesség
A település népességének változása:
| Lakosok száma | 183  | 187  | 254  | 309  | 318  | 313  | 306  | 294  | 290  | 318  |
|               | 1968 | 1982 | 1990 | 2006 | 2013 | 2015 | 2017 | 2019 | 2020 | 2022 |